# František Xaver Brixi
František Xaver Vojtěch Emanuel Brixi (Praag, 2 januari 1732 – aldaar, 14 oktober 1771) was een Boheemse componist, kapelmeester en organist. Zijn voornaam wordt ook in de Duitse vorm geschreven: Franz.

## Levensloop
Brixi is afkomstig uit een grote Noord-Boheemse componisten- en muzikantenfamilie met als bekendste leden de componisten en organisten Jan Josef Brixi (1719-1762) en Viktorín Ignác Brixi (1716-1762), cisterciënzer en regens chori Václav Norbert Brixi (1738-1803) en zijn vader Šimon Brixi (1693-1735), een belangrijke Praagse componist en regens chori (dirigent van het kerkkoor). Šimon Brixi's nicht Dorotea huwde in 1706 met Jan Jiří Benda (1686-1757) en werd zo stammoeder van de beroemde Tsjechische muzikantenfamilie Benda, met wie Brixi bevriend bleef. 
Zoals andere bekende Tsjechische componisten werd František Xaver Brixi opgeleid aan het Piaristengymnasium in Kosmonosy. Tot zijn leraren behoorde ook Václav Kalous, zelf een bekend componist. In 1749 verliet Brixi Kosmonosy en keerde terug naar Praag, waar hij organist was in verschillende kerken. Vanwege zijn buitengewoon muzikaal talent werd hij op 1 januari 1759 tot regens chori aan de Sint-Vituskathedraal benoemd. Deze belangrijke functie in het Praagse muziekleven heeft hij bekleed tot zijn overlijden.

## Zijn werk
In de Tsjechische muziek is Brixi een belangrijke persoonlijkheid in de overgangsperiode van  barok naar klassiek. De elementen in zijn muziek wijzen in richting van Wolfgang Amadeus Mozart, die het daarom gemakkelijk had om zijn muziek bij het Praagse publiek te introduceren. De Tsjechische volksmuziek had grote invloed op de melodiek van Brixis werk, dat die vitaliteit tot op heden heeft bewaard. Al die factoren hebben nog tijdens zijn leven de verbreiding van zijn muziek in heel Bohemen en in het buitenland bevorderd. 
Als componist schreef hij rond de 400 werken, waaronder 105 missen, 263 offertieën, 26 litanieën, 4 oratoria en andere werken.

## Stijl
Een klare vrolijke melodiek, frisse ritmiek en een instrumentatie vol effect zijn de kenmerken van Brixis werken. In zijn composities vinden we ook elementen van de Tsjechische volksmuziek terug.

## Composities

### Werken voor orkest
- Bitevní sinfonie
- Sinfonia in D

### Missen, oratoria en gewijde muziek
- 1759 Missa di Gloria en Ré, voor 4 solisten, gemengd koor, 2 trompetten, strijkers en basso continuo 
  1. Kyrie Eleison
  2. Christe Eleison
  3. Kyrie Eleison
  4. Gloria
  5. Et In Terra Pax
  6. Laudamus
  7. Gratias
  8. Domine Deus
  9. Qui Tollis
  10. Qui Sedes
  11. Miserere
  12. Quoniam
  13. Cum Sancto Spiritu
- Confiteor Tibi Domine, voor strijkers en orgel
- Judas Iscariothes, oratorium voor het heilige feest "Goede Vrijdag" voor vier solisten, gemengd koor en orkest
  1. Introduzione. Spirituoso
  2. Recitativo - Aria I.
  3. Recitativo - Aria II.
  4. Recitativo - Aria III.
  5. Recitativo - Aria IV.
  6. Recitativo - Aria V.
  7. Recitativo - Aria VI.
  8. Recitativo. Finale
- Litanie de seto Benedieto
- Messa per le Feste di Natale
- Miserere, voor sopraan, alt, tenor, bas, gemengd koor, instrumenten en orgel
- Missa brevis in C groot «Missa aulica»
- Missa brevis in D groot, voor solisten, gemengd koor, 2 trompetten, 2 violen en orgel 
  1. Kyrie. Allegro
  2. Gloria. Allegro
  3. Credo. Allegro
  4. Sanctus. Largo
  5. Benedictus. Grave - Allegro
  6. Agnus Dei. Largo - Allegro
- Missa brevis in F groot, voor solisten, gemengd koor, strijkers en orgel
- Missa brevis in G
- Missa brevis in Bes  nr. 2
- Missa dominicalis in C groot
- Missa integra d klein, voor sopraan, alt, tenor, bas, gemengd koor, 2 trompetten, strijkorkest en orgel
- Missa natalitia
- Missa pastoritia in D, voor solisten, gemengd koor, orkest en orgel
- Missa pastoralis, voor sopraan, alt, tenor, bas, gemengd koor en orkest
- Missa solemnis D groot, voor solisten, gemengd koor, orkest en orgel
- Moteto pro festo S.S. Trium Regum "Reges de Saba veniunt", voor gemengd koor en orkest
- Motetto "Ad hoc festum", voor sopraan, gemengd koor, orkest en orgel
- Motetto "Buccinante fama per montes", voor solisten, gemengd koor, orkest en orgel
- Opus patheticum de septem doloribus Beatae Marae Virginis, oratorium
- Pastores loquebantur, motet voor gemengd koor, 2 violen en orgel
- Regina coeli

### Vocale muziek
- Aria in D pro Natali Domini, voor solisten, orkest en orgel
- Luridi scholares - Erat unum cantor bonus, voor sopraan, alt, bas, strijkers en basso continuo

### Kamermuziek
- Intermezzo nr. 2, voor 2 hobo's, 2 fagotten en 2 hoorns

### Werken voor orgel
- Concerto nr. 1 en Fa, voor orgel en orkest
  1. Allegro moderato
  2. Adagio
  3. Allegro assai
- Concerto nr. 2 en Ré, voor orgel en orkest
- Concerto nr. 3 en Sol, voor orgel en orkest
  1. Allegro moderato
  2. Adagio
  3. Allegro molto
- Concerto nr. 4 en Do, voor orgel en orkest
- Concerto nr. 5 en Do, voor orgel en orkest
- Duem vidisis
- Fantasie en fuga
- Fuga in g klein
- Fuga in a klein
- Fuga in g klein
- Fuga in d klein
- Fuga in E groot
- Fughetta
- Pastoral in C groot
- Präludium in F groot
- Preludium in C groot
- Preludium in A-groot
- Titmouse
- Toccata
- Toccata en fuga in a klein

### Werken voor piano
- 1757 La Bataille beym Dorfe Planian
- 1758 Suite, voor piano

## Publicaties
- Jiří Reinberger: Cesti klasikové varhanní tvorby (Cernohorský, Zach, Seger, Linka, Brixi, Vanhal, Kuchar, Kopriva, Rejcha, Píc ; [organo] = Cesskie klassiki organnoj muziki. (Musica antiqua Bohemica ; 12) Praha - Státní Naklad. Krásné Literatury, 1953. - 101 p.